# Alexander Boddy
Alexander Alfred Boddy (* 15. November 1854; † 10. September 1930) war anglikanischer Pastor und Mitbegründer der Pfingstbewegung in Großbritannien.

## Leben
Boddy wuchs in einer christlich geprägten Familie auf. Sein Vater war Geistlicher und seine Mutter war Nachkomme von Mary Vazeille, die später John Wesley heiratete. Zunächst wollte auch er wie sein Vater Anwalt werden. Unter dem Einfluss der Keswick-Bewegung beschloss er Theologie zu studieren und wurde schließlich vom Bischof von Durham Joseph Barber Lightfoot ordiniert. Daraufhin war er Pastor in All Saints in Monkwearmouth, Sunderland (1884–1922). 1891 heiratete er Mary Pollock.
Boddy war von der Heiligungsbewegung inspiriert. Er hatte bereits 1892 eine intensive religiöse Erfahrung gemacht, als 1899 seine Frau Mary von ihrem Asthma geheilt wurde. Von nun an waren sie beide der Überzeugung, dass Mary die Gabe hat, Menschen durch Handauflegung zu heilen. Auf der Suche nach neuen Impulsen für seine Arbeit als Pastor reiste er 1904 zur Erweckung nach Wales, wo er Evan Roberts traf. Im folgenden Jahr reiste er nach Oslo, wo Thomas Ball Barratt eine Erweckung, ähnlich der von der Azusa Street, anführte.

## Anfänge der Pfingstbewegung in Großbritannien
Nach den Erfahrungen in Oslo begannen Boddy und seine Frau in Zungen zu reden. Mary Boddy legte dem Evangelisten Smith Wigglesworth die Hände auf und in den folgenden Jahren wurde All Saints zu einem Zentrum der britischen Pfingstbewegung. Von 1908 bis 1914 fanden eine Reihe von Kongressen (Sunderland Conventions) statt, die landesweit Aufsehen erregten.
Mit Cecil Polhill gründete er die Pentecostal Missionary Union (Pfingstlerische Missionsunion) und er war Mitglied im Pentecostal International Advisory Council. Als Geistlicher der englischen Kirche versuchte er die Gründung verschiedener Konfessionen zu verhindern.

## Lehre
Nach Boddy hatte der Heilige Geist die Aufgabe Jesus Christus zu verherrlichen. Ebenso hielt er die Sakramente für wichtig und verteidigte die Säuglingstaufe. Die Liebe Gottes war ihm wichtiger als die Zungenrede. Auch warnte er vor übertriebenen Berichten über Heilungen. Schließlich glaubte er, dass die Wiederkunft Christi unmittelbar bevorstehe. Er war der Meinung, dass bestimmte Ereignisse im Ersten Weltkrieg biblische Prophezeiungen erfüllen würden. Anders als andere Pfingstler befürwortete er die britischen Kriegsbemühungen. Er war gegen eine Überbewertung von Geld und Reichtum, wie er sie in US-amerikanischen Gemeinden kennengelernt hatte.

## Werke
Vor seiner Pfingsterfahrung schrieb Boddy einige Roker Tracts, Aufsätze über Themen rund um Heiligung.
Zusätzlich verfasste er Reiseberichte über Kanada, Ägypten, Palästina und Russland und erlangte dadurch schriftstellerische Anerkennung und Mitgliedschaft in der Royal Geographical Society und der Russische Geographische Gesellschaft. 
Von 1908 bis 1926 war er Herausgeber und Hauptautor des Magazins Confidence (Vertrauen).